# フォッカー F.XXII
フォッカー F.XXII
ABAのフォッカー F.XXII
- 用途：旅客機
- 製造者：フォッカー
- 運用者：KLMオランダ航空、イギリス空軍、スコティッシュ航空、ABA
- 初飛行：1935年
- 生産数：4機
- 運用開始：1935年
- 退役：1947年

フォッカー F.XXII(Fokker F.XXII、F.22)は、1930年代にオランダのフォッカー社で設計、製造された22人乗りの4発旅客機である。

## 開発
フォッカー F.XXXVIの小型版として開発されたF.XXIIは、尾輪式降着装置を備える片持ち式高翼単葉機であった。4基のプラット・アンド・ホイットニー ワスプ 星型エンジンを主翼前縁に搭載していた。1935年に初飛行を行った登録記号PH-AJPの初号機と続く2機の量産型は全てKLMオランダ航空向けであり、4機目はスウェーデンのABA向けに製造された。

## 運用の歴史
KLMの1機は1935年7月に墜落した。残る2機が1939年8月まで就役し、その後こららはイギリスのブリティッシュ・アメリカン・エアサービス社（British American Air Services）とスコティッシュ航空に売却された。１カ月後にブリティッシュ・アメリカン・エアサービス社の機体もスコティッシュ航空に航法訓練機として買い取られた。1941年10月に両機共にイギリス空軍の任務に徴用され、輸送機と乗員訓練機として使用された。1機は戦争を生き延びスコティッシュ航空に返還され、1947年末に飛行停止となるまでプレストウィック - ベルファスト間に就航した。
スウェーデン向けの機体は「ラップランド」(Lappland)と命名され、1936年6月の事故で損傷するまでアムステルダム - マルメ間の定期航路に就航した。
イギリスのエアスピード社は、イギリス国内で「エアスピード AS.16」として販売するために本機のライセンス生産権を入手したが、1機の注文も無かった
。

## 運用

### 民間運用
オランダ
- KLMオランダ航空

 スウェーデン
- ABA

 イギリス
- ブリティッシュ・アメリカン・エアサービス
- スコティッシュ航空

### 軍事運用
イギリス
- イギリス空軍
  - 英第24飛行隊

## 要目 (variant)
出典: The Illustrated Encyclopedia of Aircraft (Part Work 1982-1985), 1985, Orbis Publishing, Page 1895/6
諸元
- 乗員: 2
- 定員: 22
- 全長: 21.52 m （70 ft 7+1⁄4 in）
- 全高: 4.60 m （15 ft 1+1⁄4 in）
- 翼幅: 30 m（98 ft 5 in）
- 翼面積: m2 （ft2）
- 空虚重量: 8,100 kg （17,857 lb）
- 運用時重量: 13,000 kg （28,660 lb）
- 有効搭載量: kg （lb）
- 最大離陸重量: kg （lb）
- 動力: プラット・アンド・ホイットニー ワスプ T1D1 空冷 星型エンジン、373 kW （500 hp）   × 4

性能
- 超過禁止速度: km/h （kt）
- 最大速度: 285 km/h （kn） 177 mph
- 巡航速度: km/h （kn） mph
- 失速速度: km/h （kn） mph
- フェリー飛行時航続距離: km （海里）
- 航続距離: 1,350 km （nmi） 839 miles
- 実用上昇限度: 4,900 m （16,075 ft）
- 上昇率: m/s （ft/min）
- 離陸滑走距離: m （ft）
- 着陸滑走距離: m （ft）
- 馬力荷重（プロペラ）: kW/kg （lb/hp）